# Суперкубок Йорданії з футболу 2014
Суперкубок Йорданії з футболу 2014  — 32-й розіграш турніру. Матч відбувся 31 липня 2014 року між чемпіоном і володарем Кубка Йорданії клубом Аль-Вахдат та фіналістом Кубка Йорданії клубом Аль-Бакаа.
| Володар Суперкубка Йорданії 2014 |
| -------------------------------- |
|                                  |
| Аль-Вахдат Дванадцятий титул     |

## Матч

### Деталі
| 31 липня 2014 18:00 (EEST) |

| Аль-Вахдат           | 2:0 | Аль-Бакаа |
| -------------------- | --- | --------- |
| Затара 3' Файсал 58' |     |           |

| Король Абдалла II, Амман |